# Store Magleby

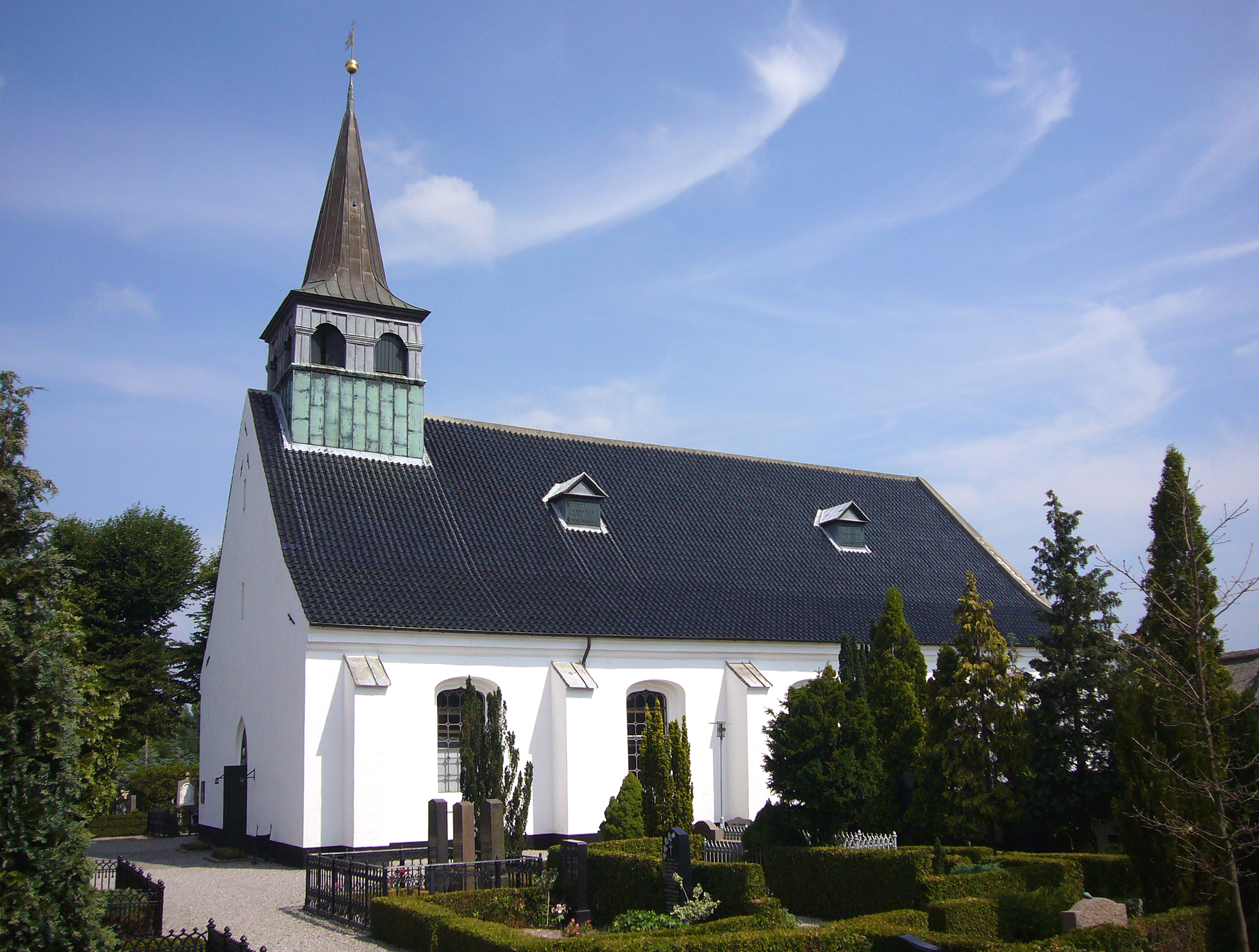
Store Magleby kyrka

Store Magleby är en ort sydöst om Köpenhamn som ligger på Amager mellan Tårnby och Dragør i Danmark.
Området ligger i Store Magleby socken i Dragørs kommun. Platsen gränsar till Kastrups flygplats och håller på att växa samman med Dragør. Amagermuseet ligger i Store Magleby. Där ligger också Store Magleby kyrka. Store Magleby är säte för kommunadministrationen i Dragørs kommun.